# UFC Fight Night: MacDonald vs. Saffiedine
UFC Fight Night: MacDonald vs. Saffiedine foi um evento de artes marciais mistas promovido pelo Ultimate Fighting Championship  ocorrido em 4 de outubro de 2014 no Scotiabank Centre em Halifax, Nova Scotia, Canadá.

## Background
Este evento foi o primeiro evento que o UFC sediou em Halifax, e o terceiro evento no Canadá em 2014, na sequência de UFC Fight Night: Bisping vs. Kennedy e UFC 174.
O evento teve como evento principal a luta entre os meio-médios Rory MacDonald e Tarec Saffiedine.
Paige VanZant era esperada para enfrentar Kailin Curran no evento. Após uma lesão de VanZant, a luta foi movida para o UFC Fight Night 57.
Aljamain Sterling era esperado para enfrentar Mitch Gagnon, no entanto, uma lesão o tirou do evento e ele foi substituído por Rob Font. No dia 29 de setembro de 2014 foi anunciada uma lesão de Rob Font, este foi retirado do Card e substituído por Roman Salazar. Nesse mesmo dia também foi anunciada a lesão de Louis Gaudinot, que foi substituído por Chris Kelades.

## Bônus da Noite
- Luta da Noite:  Patrick Holohan vs.  Chris Kelades
- Performance da Noite:  Rory MacDonald e  Olivier Aubin-Mercier